# Livin' Like Hustlers
Livin' Like Hustlers é o álbum de estreia do grupo de rap Above the Law, lançado em 1990. Dr. Dre produziu duas faixas, "Murder Rap" e "The Last Song". A canção "Murder Rap" apareceu na estação de rádio fictícia Radio Los Santos no videogame Grand Theft Auto: San Andreas e também no filme de 2009 Pineapple Express. "Freedom Of Speech" apareceu no filme de 1990 do diretor Christian Slater Pump Up The Volume
Em 1998, o álbum foi selecionado como um dos The Source's 100 Best Rap Albums Ever.

## Lista de faixas
1. "Murder Rap" – 4:14
2. "Untouchable" – 3:45
3. "Livin' Like Hustlers" – 5:45
4. "Another Execution" – 4:21
5. "Menace to Society" – 4:33
6. "Just Kickin' Lyrics" – 4:22
7. "Ballin'" – 4:19
8. "Freedom of Speech" – 4:20
9. "Flow On (Move Me No Mountain)" – 3:57
10. "The Last Song" – 6:21

## Gráficos
Álbum - Billboard (América do Norte)
| Ano  | Gráfico                | Posição |
| ---- | ---------------------- | ------- |
| 1990 | The Billboard 200      | 75      |
| 1990 | Top R&B/Hip-Hop Albums | 14      |

Singles - Billboard (América do Norte)
| Ano  | Single        | Gráfico                            | Posição |
| ---- | ------------- | ---------------------------------- | ------- |
| 1990 | "Murder Rap"  | Hot Dance Music/Maxi-Singles Sales | 41      |
| 1990 | "Murder Rap"  | Hot Rap Singles                    | 1       |
| 1990 | "Untouchable" | Hot Rap Singles                    | 1       |

## Samples
| "Untouchable" - "Light My Fire" por The Doors "Livin' Like Hustlers" - "Hikky-Burr" por Quincy Jones featuring Bill Cosby "Just Kickin' Lyrics" - "Hyperbolicsyllabicsesquedalymistic" por Isaac Hayes "Freedom Of Speech" - "Take Me Just As I Am" por Lyn Collins "Ballin'" - "Why Have I Lost You" por Cameo "Flow On (Move Me No Mountain)" - "Move Me No Mountain" por Love Unlimited 1. 2. |